# Piccadilly Theatre
Il Piccadilly Theatre è un teatro situato nella città di Westminster, nel West End di Londra.

## Storia
Il teatro fu progettato da Bertie Crewe ed Edward A. Stone per l'impresario Edward Laurillard. Il Piccadilly Theatre aprì al pubblico il 27 aprile 1928 con un allestimento del musical di Jerome Kern Blue Eyes. Il teatro fu brevemente occupato dalla Warner Bros., che lo trasformò in un cinema, prima di essere riportato alla sua funzione originale nel 1929. Il teatro subì gravi danni durante la seconda guerra mondiale, quando fu colpito da una bomba tedesca durante la battaglia d'Inghilterra.
Negli anni sessanta e settanta il Piccadilly Theatre consolidò la sua reputazione come teatro d'arte drammatica ospitando le prime britanniche dei capolavori della drammaturgia statunitense come Un tram che si chiama Desiderio e Chi ha paura di Virginia Woolf?. Negli anni 90 ospitò lo Swan Lake di Matthew Bourne, una stagione teatrale del regista Peter Hall e un ampio repertorio che spaziava dalla tragedia (Edoardo II) alla farsa (Rumori fuori scena). Sul palco del Piccadilly si esibirono importanti attori come Henry Fonda, Ian McKellen, Judi Dench, Michael Pennington, Barbara Dickson, Lynn Redgrave e Julia McKenzie.
Tra il 2005 e il 2007 la Donmar Warehouse usò il teatro per la sua messa in scena di Guys and Dolls, che si rivelò un grande successo, rimase in cartellone per oltre due anni e nel suo cast si alternarono nomi famosi come Ewan McGregor, Jane Krakowski, Jenna Russell, Adam Cooper, Patrick Swayze. Per i successivi dieci anni il teatro fu occupato principalmente da musical, tra cui allestimenti di grande successo di Grease (2007-2011), Jersey Boys (2014-2017) ed Annie (2018-2019). Dal 2018 il teatro è tornato ad allestire opere di prosa come Lo strano caso del cane ucciso a mezzanotte (2018), The Lehman Trilogy (2019) e Morte di un commesso viaggiatore (2019). Il 6 novembre 2019, durante una rappresentazione del dramma di Arthur Miller, parte del cartongesso del soffitto crollò sulla platea, ferendo quattro spettatori; il teatro rimase chiuso per due giorni. Dal 2020 il teatro è tornato a ospitare musical come Pretty Woman (2020) e Moulin Rouge (2021).